# John Hampden
Pour les articles homonymes, voir Hampden (homonymie).
John Hampden, né en 1594 à Londres (Royaume-Uni) et mort à Thaines (comté d’Oxford) le 24 juin 1643, est un homme politique anglais.

## Biographie
Sa famille, de vieille souche saxonne, possédait de grands biens dans le comté de Buckingham. John était l’aîné de deux fils que son père avait eus d’Élisabeth Cromwell, tante d’Oliver Cromwell. John Hampden perdit son père à un très jeune âge, et, encore enfant, devint ainsi l’un des plus grands propriétaires de l’Angleterre. Il fit ses premières études à Thames et termina son éducation scolaire au collège de la Madeleine, à Oxford.
Hampden, ayant achevé ses études universitaires en 1613, commença l’étude du droit à Inner-Temple. Sa jeunesse studieuse et réfléchie fut sans désordre, et, comme dit un de ses biographes, « il se garda pur pour son pays et pour la liberté. » En 1619, il épousa Élisabeth, fille de Siméon, seigneur de Pyrton, dans le comté d’Oxford. De ce mariage il eut trois fils et trois filles.
Hampden avait vingt-cinq ans lorsqu’il entra dans la carrière politique et prit place au Parlement comme représentant du bourg de Grampound. Il s'opposa à Jacques Ier et appuya de son vote, le 18 décembre 1621, la solennelle protestation des Communes formulant et proclamant les droits et privilèges de la nation.
En 1625, Charles Ier monta sur le trône et fut très tôt en conflit avec le Parlement. Représentant du bourg de Vandover et ensuite du comté de Buckingham, Hampden devient, depuis le Parlement de 1625, l'un des chefs de l’opposition. En 1629, il quitta les bancs du Parlement avant que sa dissolution fût prononcée. Assuré que tout tendait vers une crise suprême, il voulut se rendre un compte exact de l’état des esprits. Il parcourut l’Angleterre et l’Écosse, étudiant avec soin l’opinion publique. Il prit la résolution de provoquer la résistance légale à toutes les mesures de la royauté, qu'il jugeait tyranniques.
Depuis la dissolution du dernier Parlement, la perception des taxes étaient irrégulières ; invoquant un statut tombé depuis longtemps dans l'oubli, la couronne, en 1636, résolut de frapper sur tous les Anglais une taxe devenue célèbre sous le nom de ship money (argent des vaisseaux). Ainsi, le fisc demanda 20 schellings à Hampden. Quoiqu’il eût pu considérer cette taxation si minime comme une faveur, Hampden refusa de payer. Le procès commença en mai 1637 ; les débats durèrent treize jours et firent de Hampden une figure estimée de l'opposition à la royauté.
Réduit par le soulèvement de l’Écosse à donner à ses actes un semblant de légalité, Charles Ier eut recours au Court Parlement, qu’il convoqua le 13 avril 1640 ; mais il en prononça la dissolution le 4 mai suivant. Le 5 novembre 1640, le Parlement se réunit de nouveau. Hampden entra au Long Parlement, comme représentant du comté de Buckingham. À côté de lui vint s’asseoir son cousin, Oliver Cromwell.
En 1641, Charles 1er étant allé en Écosse, une commission du Parlement, à la tête de laquelle était Hampden, l’accompagna ; elle avait ordre de surveiller les actes du roi. Il revint à Londres, et le 3 janvier 1642, somma les Communes de lui livrer, comme coupables de haute trahison, cinq de ses membres, parmi lesquels figurait Hampden. Le lendemain, il vint lui-même, fier et menaçant, demander qu’on lui remit ceux que sa justice attendait. Mais Hampden et ses amis avaient été mis sous la protection armée de la Cité de Londres. Le 10, ils rentraient dans la Chambre des communes et Charles 1er quittait Londres. Quelques jours plus tard, quatre mille électeurs du comté de Buckingham, sachant que la vengeance royale menaçait Hampden, se présentaient à cheval et en armes à la porte du Parlement. Hampden leva un régiment d’infanterie et fut nommé colonel dans l’armée que le Parlement avait confiée au comte d’Essex. Il se montra au camp ce qu’il était à la Chambre. Son étendard portait la devise du Parlement : Dieu est avec vous, et au revers la sienne propre : Vestigia nulta retrorsum. Plusieurs fois il fut question de lui confier le commandement de l’armée, livrée aux mains hésitantes de d’Essex. Il remporta la bataille d’Edge-Hill et à Turnham-Green, il sauva les troupes parlementaires. Le 19 juin, à Chalgrave-Field, il reçut deux balles qui lui fracassèrent l’épaule. Charles Ier, instruit de cet événement, envoya savoir des nouvelles du noble blessé. Toute l’Angleterre, sans distinction d’opinion, porta le deuil de la mort de Hampden : « Jamais homme, dit M. Guizot, n’avait inspiré à un peuple tant de confiance. Les plus modérés croyaient à sa sagesse, les plus emportés à son dévouement patriotique, les plus honnêtes à sa droiture, les plus intrigants à son habileté. » On peut, dit de son côté Clarendon, « lui appliquer ce qu’on a dit de Cinna, qu’il avait un esprit pour tout inventer, une langue pour tout persuader et un bras pour tout exécuter. »